# Surya

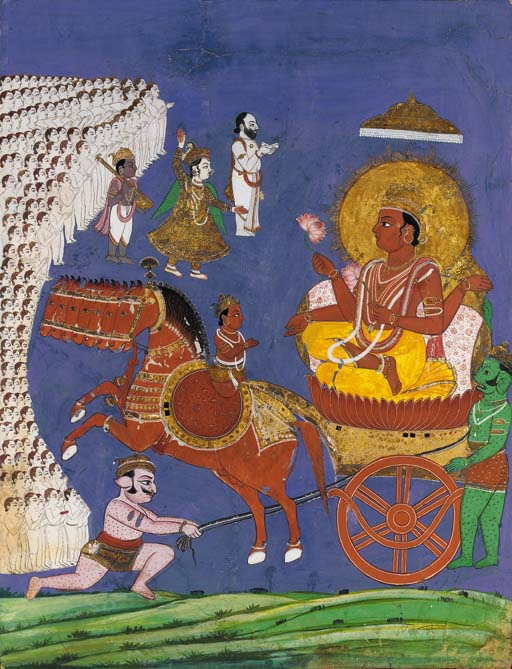
Surya

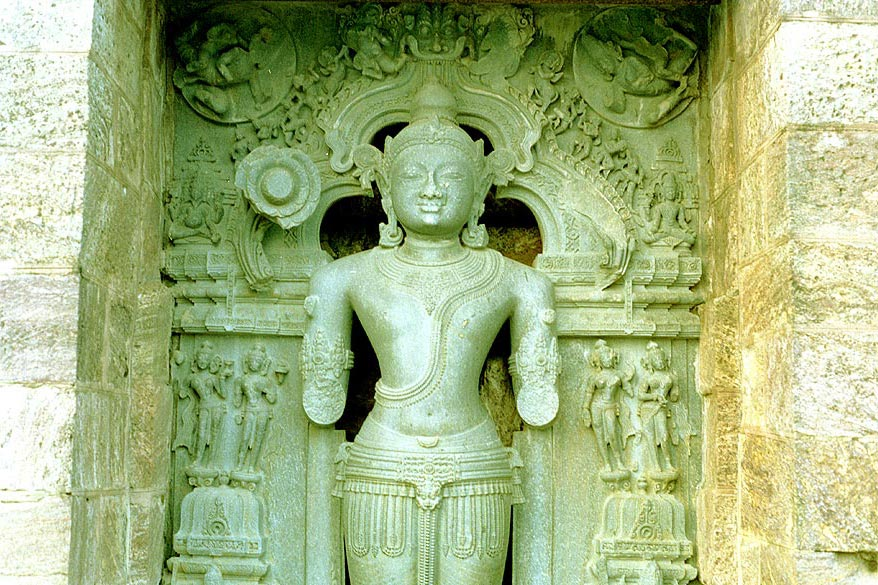
Surya in de Zonnetempel van Konark

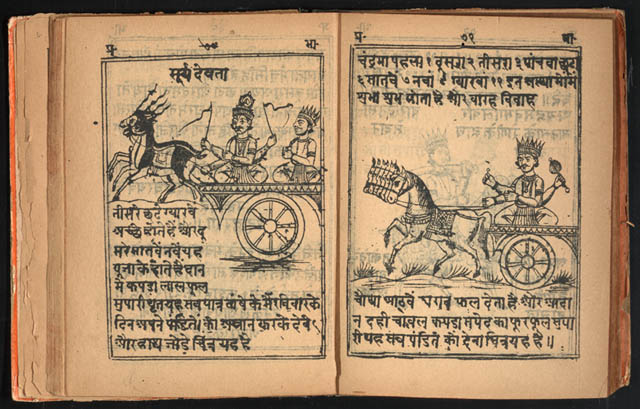
Surya

Surya (Savitri, Vivasvan, Martanda, Ravi) is in de oudste geschriften van het hindoeïsme, de Veda's, de verpersoonlijking van de zon, respectievelijk de zonnegod, die veel gelovigen vandaag nog op verschillende manieren eren. De Veda's beschrijven hem als het juweel van de hemel. Hij schenkt het licht en is de oorzaak van dag en nacht. Andere namen van Surya zijn: Dinakara (Schepper van de dag), Bhaskara (Schepper van licht), Vivaswat (de Stralende), Mihira (Die de aarde water schenkt), Grahapati (Heer van de sterren), Karmasakshi (Getuige van de werken van de mens), Martanda (Nazaat van Mritanda). 
Surya wordt vaak afgebeeld op een door paarden (meestal zeven) getrokken hemelwagen, gemend door Aruna. Hierop zit ook zijn vrouw Chhaya, de godin van de schaduw. Surya geldt ook als een van de manifestaties van Agni, de vuurgestalte van het goddelijke. Hierbij is Agni het vuur op aarde en aan de hemel is het de zon Surya.

## Familie
Hij is de zoon van Kasyapa en Aditi, Dyaus en volgens andere teksten van Ushas (Dageraad), omdat de dageraad aan de komst van de zon voorafgaat. Omdat de zon de dageraad volgt, wordt hij ook haar minnaar en echtgenoot genoemd. Zijn vrouwen zijn Ushas, Sangna (Saranya), de dochter van Viswakarma en Chhaya (Schaduw) is Sangna's plaatsvervanger. Volgens de Ramayana is Sugriva, de apenkoning, Surya's zoon bij een aap en in de Mahabharata is de held Karna zijn zoon. In de gedaante van een hengst wordt Surya de vader van de Asvins en Revanta (Raivata). Vivasvan (Surya) is ook de vader van Yama en Manu. Surya is zijn dochter.

## Verering

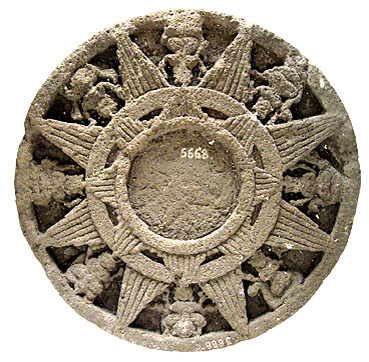
Surya

Wanneer Hindoes Surya vereren, bedoelen ze daar niet het 'object zon' mee, maar het 'principe zon', het licht, dat dagelijks terugkeert en de geestrijke duisternis moet verdrijven. Velen bidden vooral bij zonsopkomst de mantra Gayatri, die de wens naar het geestelijk licht en de illuminatie uitdrukt. Deze is aan Savitr gericht, het aspect van de zon voor hij opkomt. Andere gelovigen voeren een stand uit, waarbij met een namasté naar de zon gebogen wordt. Een lichamelijke vorm van de zonneverering is de zogenaamde Zonnegroet uit de hatha yoga..

## Twaalf namen
Surya wordt ook tot de Aditya's gerekend, een groep van twaalf vedische godheden die elk een verschillend zonaspect zijn. In de Brahma Purana worden genoemd:
- Indra, de heer van de goden en vernietiger van hun vijanden
- Dhata, de schepper van alle dingen
- Parjanya, die in de wolken verblijft en regen schenkt
- Twasta (Tvastri, Viswakarma), die in alle lichamelijke vormen verblijft
- Pushan, die alle wezens voedt
- Aryama(n), die de offers succesvol afsluit
- een god, die aan bedelaars schenkt
- Visvasvan (Surya) voor een goede spijsvertering
- Vishnu, die zich manifesteert om de vijanden van de goden te vernietigen
- Ansuman, die de vitale organen gezond houdt
- Varuna, die vanuit het water het universum belevendigt
- Mitra, die in de maan verblijft ten gunste van de drie werelden

## Sangna en Chhaya
De Vishnu Purana vertelt dat Sangna haar echtgenoot Surya moest verlaten, vanwege zijn enorme straling. Ze stelde Chhaya (Schaduw) aan als haar plaatsvervanger. Pas na jaren ontdekte Surya het verschil toen Chhaya Yama (Dood), een zoon van Sangna, vervloekte. Door de macht van meditatie kwam Surya er achter dat zijn vrouw Sangna als een merrie in een bos verbleef. Hij veranderde zich in een hengst en na enige jaren keerden ze in hun gewone gedaante terug naar hun plaats. Om het met hem uit te kunnen houden, vermaalde Viswakarma, Sangna's vader, één achtste van zijn straling op een steen. Van dit vermalen deel werden Vishnu's discus, Shiva's drietand, Kartikeya's lans en Kuvera's wapens gemaakt.

## Kenmerken
Savitri heeft gouden ogen, gouden handen en een gouden tong. Hij rijdt in een wagen, getrokken door stralende paarden met witte hoeven.
In de Purana's, als zoon van Aditi en Kasyapa, wordt Surya beschreven als een donkerrode man met drie ogen en vier armen. In twee handen houdt hij waterlelies vast: met de ene zegent hij en met de andere moedigt hij zijn vereerders aan. Surya zit op een rode lotus en stralen komen van zijn gestalte. Aruna (Rozig, Dageraad), de zoon van Kasyapa en Kadru is zijn wagenmenner. In de Rig Veda trekken zeven merries Surya's hemelwagen.

## Zonnetempels
Tot de belangrijkste Suryatempels behoort het in de 13e eeuw gebouwde complex in Konark (in het huidige Odisha), die tot het werelderfgoed wordt gerekend en de zonnetempel van Modhera (Gujarat) uit de 11e eeuw.